# Мазуркевич, Андрей
Андрей Мазуркевич (эст. Andrei Mazurkevitš; 7 марта 1985, Пярну) — эстонский футболист, правый защитник.

## Биография
На старте взрослой карьеры выступал за «Тервис» (Пярну) в третьем и втором дивизионах Эстонии. В 2004 году перешёл в «Валгу», выступавшую в высшем дивизионе, провёл в клубе два сезона, сыграв 50 матчей в чемпионате. Дебютный матч в элите сыграл 27 марта 2004 года против «Транса». В 2006 году выступал в высшем дивизионе за «Тулевик» (Вильянди). В 2007 году перешёл в таллинскую «Флору», где в начале сезона был игроком стартового состава, однако 25 апреля 2007 года в матче против «Транса» получил травму бедра и пропустил месяц, после этого уже не смог пробиться в состав. Всего в 2007 году сыграл 12 матчей в чемпионате за «Флору» и стал вместе с клубом серебряным призёром чемпионата.
В начале сезона 2008 года был в заявке новичка высшего дивизиона «Нымме Калью» (Таллин), но не сыграл ни одного матча и уже в марте 2008 года перешёл в клуб четвёртого дивизиона Норвегии «Трёгстад-Бостад». Позднее выступал за норвежский клуб «Скедсмо» в третьем и втором дивизионах.
Всего в высшем дивизионе Эстонии сыграл 85 матчей.
Выступал за сборные Эстонии младших возрастов, провёл около 20 матчей.

## Достижения
- Серебряный призёр чемпионата Эстонии: 2007